# Pycnogaster jugicola
Pycnogaster jugicola är en insektsart som beskrevs av Mariano de la Paz Graells 1851. Pycnogaster jugicola ingår i släktet Pycnogaster och familjen vårtbitare. Inga underarter finns listade i Catalogue of Life.